# Catenoy
Catenoy település Franciaországban, Oise megyében. Lakosainak száma 1080 fő (2022. január 1.). Catenoy Maimbeville, Bailleval, Épineuse, Labruyère, Nointel és Sacy-le-Grand községekkel határos.

## Népesség
A település népességének változása:
| Lakosok száma | 1017 | 1049 | 1102 | 1041 | 1039 | 1037 | 1035 | 1054 | 1080 |
|               | 2013 | 2015 | 2016 | 2017 | 2018 | 2019 | 2020 | 2021 | 2022 |